# Bandiera dell'Oblast' di Tambov
La bandiera dell'Oblast' di Tambov è stata approvata il 22 febbraio 2005.

## Descrizione
La bandiera dell'oblast' di Tambov è di forma rettangolare, composta da due bande verticali, di eguale dimensione, di colore: blu e rosso. Al centro della bandiera, è presente lo stemma dell'oblast'. Le proporzioni della bandiera sono di 2:3.